# Thành phố Banyule
Thành phố Banyule (tiếng Anh: City of Banyule) là một khu vực chính quyền địa phương ở tiểu bang Victoria, Australia, tọa lạc tại vùng ngoại ô phía đông bắc thành phố Melbourne. Khu vực này có diện tích 63 kilômét vuông (24,3 dặm vuông Anh) và cách trung tâm thành phố Melbourne khoảng 7 đến 21 km. Tại cuộc Điều tra dân số năm 2011, Banyule có 118 306 cư dân sinh sống. Sông Yarra chạy dọc theo ranh giới hành chính phía nam của thành phố, còn phía tây thành phố giáp suối Darebin.
Trước khi người châu Âu đến định cư tại Úc, thổ dân Wurundjeri thuộc bộ tộc Kulin người bản xứ đã sinh sống ở vùng đất Banyule ngày nay.
Thành phố được đặt tên theo địa danh Banyule hoặc "Banyool" vốn chỉ một vùng đất nằm trong khu vực này. Khi thành phố được thành lập trong cuộc hợp nhất các đơn vị hành chính địa phương năm 1994, chính quyền thành phố mới đã quyết định đặt tên thành phố là Banyule. Trước tháng 12 năm 1994, địa giới hành chính Banyule vốn thuộc thành phố Heidelberg, Diamond Valley và Eltham.
Thành phố sở hữu một số công trình di tích quan trọng. Đó là các khu nhà ở do kiến trúc sư Walter Burley Griffin thiết kế và AV Jennings xây dựng trong thế kỷ 20. Một số công trình mang đầy tính art deco và làng vận động viên Olympic đầu tiên của thế giới.
Trường phái Mỹ thuật Heidelberg cũng được khai sinh tại đây, với những cánh chim đầu đàn gồm Tom Roberts, Arthur Streeton, Frederick McCubbin, Walter Withers, Charles Conder đã mở trại vẽ tranh ở Eaglemont ngày nay.

## Hội đồng thành phố
Hội đồng thành phố hiện tại được bầu tháng 11 năm 2016 bao gồm:
| Phường   | Đảng | Đảng              | Nghị viên        | Ghi chú        |
| -------- | ---- | ----------------- | ---------------- | -------------- |
| Bakewell |      | Nghị viên độc lập | Mark Di Pasquale | Phó thị trưởng |
| Beale    |      | Tự do             | Wayne Phillips   |                |
| Griffin  |      | Xanh              | Peter Castaldo   |                |
| Grimshaw |      | Nghị viên độc lập | Rick Garotti     |                |
| Hawdon   |      | Nghị viên độc lập | Alison Zandegu   |                |
| Ibbott   |      | Nghị viên độc lập | Tom Melican      | Thị trưởng     |
| Olympia  |      | Lao động          | Craig Langdon    |                |

## Vùng ngoại ô
- Bellfield

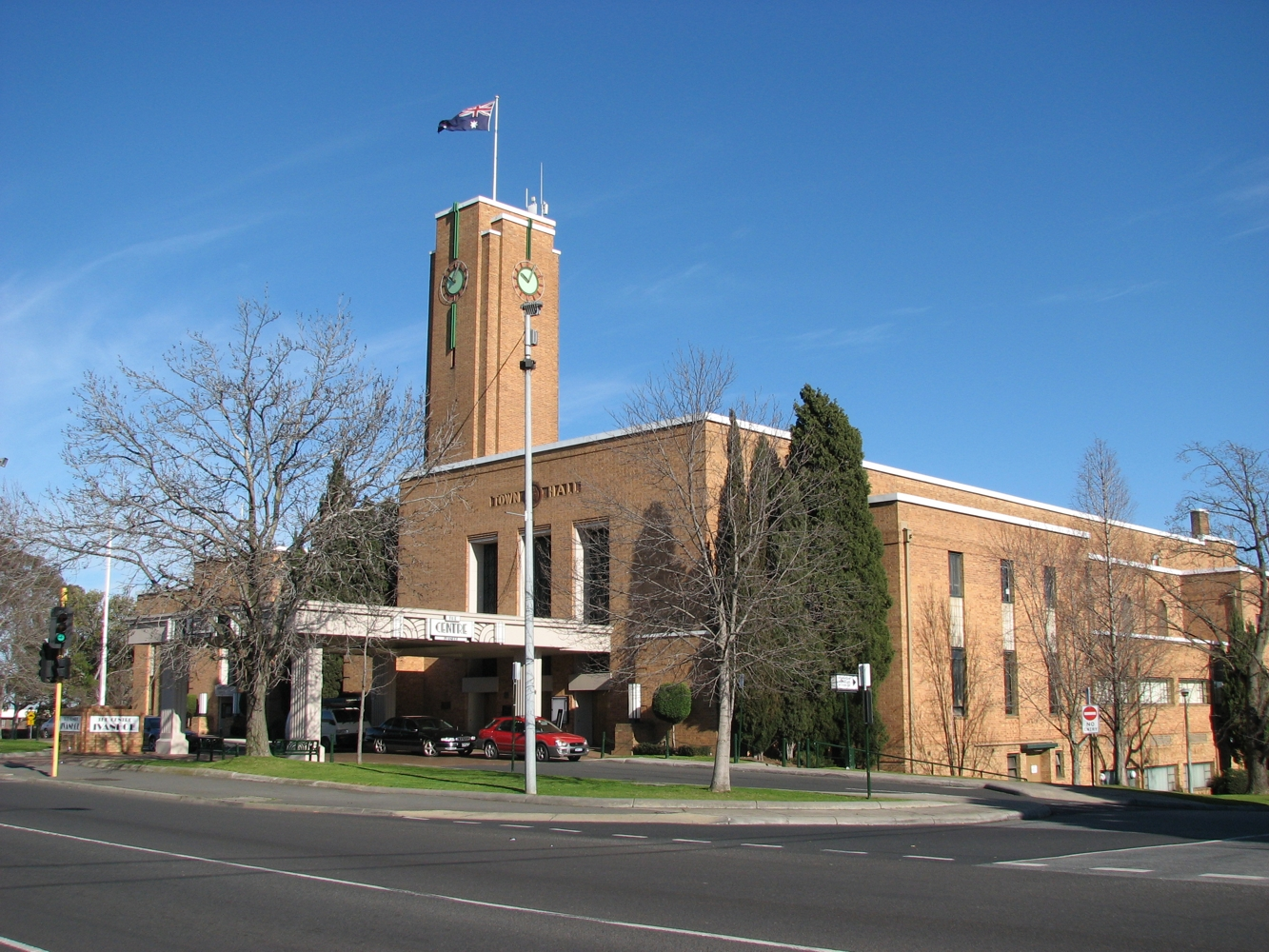
Tòa thị chính Banyule ở Ivanhoe

- Bundoora (một phần thuộc Thành phố Darebin)
- Briar Hill
- Eaglemont
- Eltham North (một phần thuộc Quận Nillumbik)
- Greensborough (một phần thuộc Quận Nillumbik)
- Heidelberg
- Heidelberg Heights
- Heidelberg West
- Ivanhoe
- Ivanhoe East
- Lower Plenty
- Macleod (một phần thuộc thành phố Darebin)
- Montmorency
- Rosanna
- Viewbank
- St Helena
- Watsonia
- Watsonia North
- Yallambie

## Cư dân nổi tiếng
- Cate Blanchett
- Mark Bresciano
- Alisa Camplin
- Jenny Macklin
- Ben Mendelsohn
- Brent Stanton
- Sam Bramham
- John McAll